# Didier Lebaud
Didier Lebaud  (né le 2 décembre 1954 à Châteauneuf sur Charente) est un coureur cycliste français, membre de l'équipe Miko-Mercier-Vivagel de 1979 à 1981.

## Biographie
Didier Lebaud a remporté en 1980 une étape du Tour de Corse. Une deuxième place dans la quatrième étape du Tour du Limousin 1979 et une troisième dans la onzième étape du Tour d'Espagne 1981 sont ses meilleures performances.
Il arrête sa carrière de coureur professionnel en 1982, à la naissance de sa fille.

## Palmarès

### Palmarès amateur
- Amateur
  - 1968-1978 : 90 victoires

- 1972
  - 2e du championnat de France sur route juniors

- 1977
  - Prologue de la Route de France

- 1978
  - Route de France :
    - Classement général
    - 3e et 5e (contre-la-montre) étapes[1]

  - Bordeaux-Royan
  - Grand Prix de Monpazier
  - 2e des Trois Jours de Vendée

### Palmarès professionnel
- 1980
  - 2ea étape du Tour de Corse

## Résultats sur les grands tours

### Tour de France
2 participations
- 1980 : 61e
- 1981 : Hors délais 15e

### Tour d'Espagne
1 participation
- 1981 : 34e